# Hondseinde
Hondseinde is een buurtschap in de Oost-Vlaamse gemeente Sint-Laureins, gelegen tussen Sint Kruis en Sint-Margriete.
De buurtschap ligt iets ten noorden van de Hollandersgatkreek, in de Nieuwe Haantjesgatpolder, in het verlengde van de lintbebouwing van Sint-Margriete, aan een vroegere zeedijk, de huidige Hontseindestraat. De naam van de buurtschap verwijst naar de Honte, een voorloper van de Westerschelde.
De buurtschap staat al vermeld op 18e-eeuwse kaarten. Op een kaart van 1715 (getekend door Suly) wordt de buurtschap echter aangeduid als "l'Arbre de Saint-Laurent". Saint-Laurent verwijst dan naar Sint-Laureins.
In de buurtschap bevindt zich een 18e-eeuwse boerderij. In het westen bevindt zich, gemarkeerd door Grenspaal 338, de Belgisch-Nederlandse grens.
Deelgemeenten: Sint-Jan-in-Eremo · Sint-Laureins · Sint-Margriete · Waterland-Oudeman · Watervliet

Overige dorpen en gehuchten: Bentille · Boterhoek · Celie · Comer · Hondseinde · Maagd van Gent · Moershoofde · Moleke · Mollekot · Oudemanspolder · Veldzicht · Zonne

Belgische gemeenten · Arrondissement Eeklo · Oost-Vlaanderen · Vlaanderen